# 栋加-曼通州

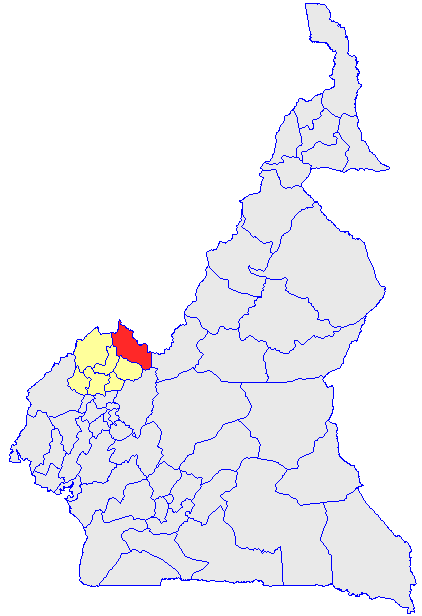

栋加-曼通州（法語：Donga-Mantung）是喀麥隆的58個州份之一，位於該國西北部，由西北區負責管轄。